# Huhra, Ohtîrka
Huhra (în ucraineană Хухра) este localitatea de reședință a comunei Huhra din raionul Ohtîrka, regiunea Sumî, Ucraina.

## Demografie
Componența lingvistică a localității Huhra
     Ucraineană (96,96%)
     Rusă (2,9%)
     Alte limbi (0,05%)
Conform recensământului din 2001, majoritatea populației localității Huhra era vorbitoare de ucraineană (96,96%), existând în minoritate și vorbitori de rusă (2,9%).